# اچ‌ام‌سی‌اس شدیک (کی۱۱۰)
اچ‌ام‌سی‌اس شدیک (کی۱۱۰) (به انگلیسی: HMCS Shediac (K110)) یک کشتی بود که طول آن ۲۰۵ فوت (۶۲٫۴۸ متر) بود. این کشتی در سال ۱۹۴۰ ساخته شد.